# Zsigmondy Adolf
Zsigmondy Adolf (Pozsony, 1816. szeptember 24. – Bécs, 1880. június 23.) kórházi főorvos.

## Élete
Zsigmondy Sámuel tanár és Fábry Friderika fia. Elemi iskoláit Pozsonyban elvégezvén, egy évre Szakolcára küldték a tót nyelvnek, majd Komáromba a magyar nyelvnek elsajátítása céljából. Komáromban Jókai Móréknál lakott. Középiskoláit Pozsonyban fejezte be, azután a pesti egyetemen három évig volt az orvosi fakultás hallgatója. 1837-ben Bécsbe ment tanulmányait befejezni. Itt tanárai annyira megkedvelték, hogy az orvosi oklevél elnyerése után kórházi segédorvosi álláshoz juttatták. 1847-ig működött így, azután magángyakorlatot kezdett Bécsben. 1848-ban a leopoldstadti fegyház főorvosa lett, 1856-ban pedig áthelyezték a császári és királyi közkórházba főorvosnak. Igen jeles fogorvos is volt és a fogászat magántanára a bécsi egyetemen.
Számos cikke jelent meg a következő lapokban: Orvosi Hetilap (1858.), Zeitschrift d. k. k. Gesellschaft der Arzte (1850., 1860.) Österr. Zeitschrift für practische Heilkunde (1855., 1856., 1860., 1862.), Wiener Medizinal-Halle (1860., 1861.), Deutsche Vierteljahrschrift für Zahnheilkunde (1861., 1865., 1871-3.) stb.

## Munkái
- Synopsis fontium medicatorum Hungariae. Bécs, 1840.
- Die Schweissbarkeit des kalten Goldes und das Plombiren mit Krystallgold. Bécs, 1860.
- Ueber eine neue galvanische Batterie für Zahnärzte. Bécs, 1860.
- Die galvanokaustische Operationsmethode. Bécs, 1860.
- Ausstellungsobjekte des Primararztes Dr. A. Zs. in der Collectivausstellung des österr. Unterrichtsministeriums auf der Weltausstellung Wien. Bécs, 1873.